# 사랑하는 마음 빛나면서
〈사랑하는 마음 빛나면서〉(일본어: 恋心 輝きながら 코이고코로 카가야키나가라[*])는 Naifu의 세 번째 싱글이다.

## 개요
첫 번째 앨범 《ONE》 선행 싱글.
전 싱글에 이어서 리드보컬은 작사가와 같다.

## 수록곡
1. 사랑하는 마음 빛나면서(恋心 輝きながら)
  - 작사: 고진 나오키, 작곡 · 편곡: 모리시타 시온

애니메이션 《명탐정 코난》이 시작된 것은 1996년이며, 2009년은 가사에 있는 “14년째”와 일치한다.
2. Anchor Shock
  - 전체 작사 · 작곡 · 편곡: 모리시타 시온

## 타이업
- TV 애니메이션 《명탐정 코난》 닫는 곡 (#1)
- TV 도쿄계 《JAPAN COUNTDOWN》 여는 곡 (#1)

## 녹음 참가
- 우우라 사에카 - 코러스

| TV 애니메이션 《명탐정 코난》 닫는 곡 2009년 1월 19일 (521화) ~ 2009년 3월 23일 (529화) |                            |                                          |
| 이전 곡: 시즈쿠사 유미 〈GO YOUR OWN WAY〉                                              | Naifu 〈연심, 반짝이면서〉 | 다음 곡: 가넷 크로우 〈Doing all right〉 |